# メラブ・キシマリヤ

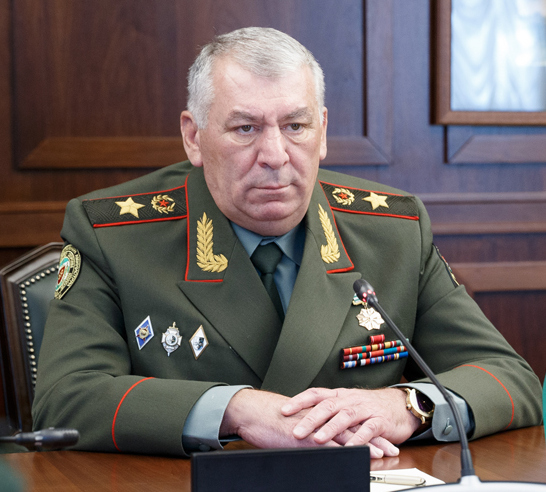
2019年

メラブ・キシマリヤ（アブハズ語：Мираб Борис-иҧа Кишьмариа、ロシア語：Мира́б Бори́сович Кишма́рия、ラテン文字表記：Mirab Boris-ipa Kishmaria、1961年 - ）は、現在一部の国家から承認されているアブハジア共和国の政治家、軍人。大将。国防相。アブハジア英雄。

## 経歴
アブハジア、オチャムリルスキー地区出身。
1984年、ソビエト連邦時代にアルマ・アタ高等諸兵科指揮学校を卒業し、トルケスタン軍管区第58自動車化狙撃師団の中隊長を務める。
1987年 - 1989年、アフガニスタンに派遣され、中隊長、副大隊長を歴任し、赤星勲章を授与される。ソ連帰国後、トルケスタン軍管区第40諸兵科連合軍第5親衛自動車化狙撃師団に勤務。
1992年 - 1993年のアブハジア紛争直前、アブハズ自治ソビエト社会主義共和国オチャムチルスキー地区内務局公共秩序警備課長となる。紛争勃発後、アブハジア側の東部戦線参謀長、後に司令官となる。紛争中の功績により、「アブハジア英雄」称号を授与される。アブハジア紛争後、アブハジア共和国戦闘訓練担当国防次官、軍事委員、国防第一次官を歴任。
2007年6月、国防相に任命。

## 栄誉・受勲
アブハジア英雄。赤星勲章を受章。
軍事科学準博士。